# محمد البساطي
محمد البساطي (1 نوفمبر 1937 - 14 يوليو 2012 )، أديب مصري. هو محمد إبراهيم الدسوقي البساطي، ولد في بلدة الجمالية المطلة على بحيرة المنزلة بمحافظة الدقهلية. وحصل على بكالوريوس التجارة عام 1960. عمل مديراً عاماً بالجهاز المركزي للمحاسبات، ورئيساً لتحرير سلسلة «أصوات» الأدبية التي تصدر في القاهرة عن الهيئة العامة لقصور الثقافة.

## محور أعماله الأدبية
تدور معظم أعماله في جو الريف من خلال التفاصيل الدقيقة لحيوات أبطاله المهمشين في الحياة الذين لا يهمهم سطوة السلطة أو تغيرات العالم من حولهم. نشر البساطي أول قصة له عام 1962م بعد أن حصل على الجائزة الأولى في القصة من نادي القصة بمصر.

## أعماله الأدبية
له حوالي عشرين عملاً ما بين الروايات والمجموعات القصصية
من رواياته:
- «التاجر والنقاش» (1976)
- «المقهى الزجاجي» (1978)
- «الأيام الصعبة» (1978)
- «بيوت وراء الاشجار» (1993)
- «صخب البحيرة» (1994)
- «أصوات الليل» (1998)
- «ويأتي القطار» (1999)
- «ليال أخرى» (2000)
- «الخالدية»
- جوع (رواية) والتي رشحت للفوز بالجائزة العالمية للرواية العربية في دورتها الثانية.

وله عدة مجموعات قصصية منها:
- «الكبار والصغار» (1968)
- «حديث من الطابق الثالث» (1970)
- «أحلام رجال قصار العمر» (1979)
- «هذا ما كان» (1987)
- «منحنى النهر» (1990)
- «ضوء ضعيف لا يكشف شيئاً» (1993)
- «ساعة مغرب» (1996)

## الجوائز والتكريمات
- جائزة أحسن رواية لعام 1994م بمعرض القاهرة الدولي للكتاب عن روايته الموسومة صخب البحيرة.
- جائزة «سلطان العويس» في الرواية والقصة لعام 2001م مناصفة مع السوري زكريا تامر.
- جائزة الدولة التقديرية في الآداب عام 2012

## الوفاة
توفي في 14 يوليو 2012 متأثرًا بسرطان الكبد، وذلك بعد حصوله على جائزة الدولة التقديرية في الآداب قبيل وفاته بأيام قليلة.